# Université de Lisbonne

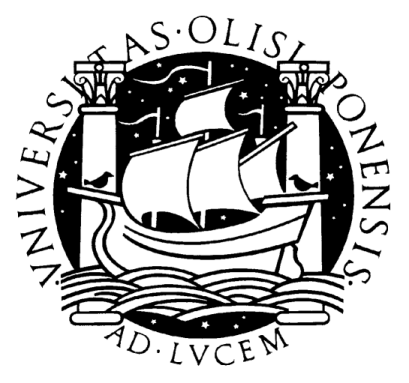
Blason de l'université classique de Lisbonne.

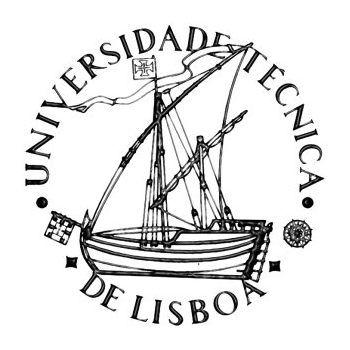
Blason de l'université technique de Lisbonne.

 (septembre 2019).
Si vous disposez d'ouvrages ou d'articles de référence ou si vous connaissez des sites web de qualité traitant du thème abordé ici, merci de compléter l'article en donnant les références utiles à sa vérifiabilité et en les liant à la section « Notes et références ».
L'université de Lisbonne (en portugais : Universidade de Lisboa, ULisboa) est un établissement public d'études supérieures créé le 25 juillet 2013 à la suite de la fusion entre l'université classique de Lisbonne et l'université technique de Lisbonne.
L'université de Lisbonne concentre ses activités sur l'enseignement, le développement de la ville de Lisbonne et la recherche scientifique fondamentale et appliquée qui est développée au sein de multiples domaines. Cette polyvalence est incarnée par les onze facultés et les sept instituts qui la composent. L'université est également liée à 10 des 26 laboratoires nationaux pour le développement scientifique et technologique.
L'ULisboa est la plus grande université du Portugal et une des plus grandes d'Europe. Elle est composée de 14,5 % d'étudiants internationaux. Elle est entre autres membre de l'AUE, de l'AULP du CESAER, du CLUSTER, du TIME et de l'UNICA.

## Histoire

### Antécédents historiques
Le 12 novembre 1288, un groupe de clercs portugais, dont l'abbé de Alcobaça, les prieurs de Santa Cruz de Coimbra et de São Vicente de Lisboa, les recteurs de la collégiale de Santa Maria de Guimarães et Santa Maria da Alcáçova de Santarém, ainsi que les prieurs des églises de São Leonardo de Atouguia (da Baleia), São Julião, São Nicolau, Santa Iria et Santo Estêvão de Santarém, São Clemente de Loulé, Santa Maria de Faro, Santa Maria et São Miguel de Sintra, Santo Estêvão de Alenquer, Santa Maria, São Miguel et São Pedro de Torres Vedras, Santa Marinha de Gaia, Lourinhã, Vila Viçosa, Azambuja, Sacavém, Estremoz, Beja, Mafra et Mogadouro, a demandé au pape Nicolas IV la fondation d'une étude générale au Portugal. 
La première université portugaise est créée à Lisbonne entre 1288 et 1290, lorsque Denis Ier a promulgué, le 1er mars 1288, la lettre Scientiae thesaurus mirabili, accordant plusieurs privilèges aux étudiants de l'étude générale de Lisbonne et lorsque le pape Nicolas IV a reconnu l'établissement, qui comptait les facultés des arts, du droit canonique (canons), du droit civil (lois) et de médecine, le 9 août 1290, à travers la bulle papale De statu regni Portugaliae, ce qui prouve sa fondation à cette époque.
Au cours de cette première phase de son existence, l'université était située à Campo da Pedreira, un quartier de la banlieue ouest de la ville, entre l'actuelle rue Garrett et le couvent de Trindade. 
Tout au long du XIVe siècle, l'université portugaise a connu une grande instabilité et a été transférée plusieurs fois de Lisbonne à Coimbra et inversement pour diverses raisons. Ainsi, en 1308, elle est transférée à Coimbra. En 1328, elle revient à Lisbonne et est à nouveau transférée à Coimbra en 1354. En 1377, elle est de retour à Lisbonne. Enfin, en 1537, elle s'installa définitivement à Coimbra. Au cours des 160 années de son séjour à Lisbonne, entre les XIVe et XVIe siècles, des personnalités scientifiques telles que Garcia de Orta, Pedro Nunes, André de Resende, Baltasar Limpo, João Fernandes da Silveira et le Baron d'Alvito se sont distingués dans son corps académique.

### Refondation des écoles supérieures de la capitale
C'est à partir de la fin du XVIIIe siècle et surtout tout au long du XIXe siècle que les établissements d'enseignement supérieur ont été refondés à Lisbonne, même s'il a fallu attendre un siècle pour ériger une université. 
Ainsi, en 1759, le marquis de Pombal a créé la classe de commerce, le prédécesseur de l'actuel Institut supérieur d'économie et de gestion, et en 1781, la classe royale de dessin, le prédécesseur des actuelles facultés d'architecture et des Beaux Arts. En 1825 naît l'école de chirurgie et l'école de vétérinaire. En 1844, pendant le gouvernement de Costa Cabral, la classe de commerce cède la place à l'école de commerce de Lisbonne. 
Avec le début du Fontismo, l'Institut industriel de Lisbonne est fondé, qui représente aujourd'hui l'Instituto Superior Técnico.

### Création de l'université classique de Lisbonne (1911)
Par décret, le 19 avril 1911, est fixé l'organe de l'université classique de Lisbonne (UL). 
Grâce à ce diplôme juridique ont été instituées les nouvelles facultés de médecine et de pharmacie remplaçant l'école de médecine et de chirurgie. La faculté des sciences a été élargie et a remplacé l'école polytechnique préexistante de Lisbonne. Le cours supérieur de lettres (fondé par le roi) laisse place à la faculté des lettres. Le décret crée également la faculté des sciences économiques et politiques de Lisbonne qui, en 1913, est transformée en une faculté d'études sociales et de droit, et finalement transformée en 1918 en une faculté de droit, dirigée par Afonso Costa, une figure de la Première République dont la position à l'université de Lisbonne a contrebalancé le fait que jusqu'alors l'écrasante majorité des dirigeants du pays venait de la Faculté de droit de Coimbra. 
À la fin du XXe siècle, dans les années 1980 et 1990, la faculté de psychologie et des sciences de l'éducation, la faculté de médecine dentaire et la faculté des beaux-arts ont été rajoutées.

### Création de l'université technique de Lisbonne (1930)
L'université technique de Lisbonne (UTL) a été créée en 1930 à partir de quatre écoles existantes: le Collège de médecine vétérinaire, la Faculté de médecine vétérinaire, l'Institut supérieur d'agronomie et l'Institut supérieur des sciences économiques et financières (l'actuel Instituto Superior Técnico). Plus tard, il a été intégré par trois autres établissements d'enseignement supérieur: en 1961 par l'Institut supérieur des études d'outre-mer, en 1976 par l'Institut national de l'éducation physique et en 1979 par la faculté d'architecture,,.

### Fusion entre UL et UTL
Après un processus de négociations entre l'université classique de Lisbonne, l'université technique de Lisbonne et le gouvernement portugais, le décret-loi no 266-E/2012 du 31 décembre a approuvé la fusion entre les deux universités,. 
L'université issue de la fusion a adopté la dénomination d'université de Lisbonne. Les statuts de la nouvelle université ont été approuvés par l'ordonnance normative no 5-A/2013 (2e série) du 19 avril. Conformément à l'article 16 de ce décret-loi, la fusion est entrée en vigueur le 25 juillet 2013, date de l'inauguration du nouveau recteur de l'université de Lisbonne lors d'une cérémonie qui s'est tenue à l'Aula Magna.

## Organisation
L'université est composée de 11 facultés et 7 instituts répartis sur 10 campus dans Lisbonne :
| - Faculté d'architecture - Faculté des Beaux-Arts - Faculté de droit - Faculté des lettres - Faculté de médecine - Faculté de médecine dentaire - Faculté de médecine vétérinaire - Faculté de motricité humaine - Faculté de pharmacie - Faculté de psychologie - Faculté des sciences - Institut de l'éducation - Institut de géographie - Institut de sciences sociales - Institut supérieur d'agronomie - Institut supérieur d'économie et gestion (ISEG) - Institut supérieur de sciences sociales et politiques - Institut supérieur technique (ingénierie) | - Campus d'Ajuda - Campus d'Alameda - Campus du Chiado - Campus de la Cité Universitaire - Campus de Guia - Campus de Jamor - Campus de Loures - Campus de Quelhas - Campus du Polytechnique - Campus du Taguspark |

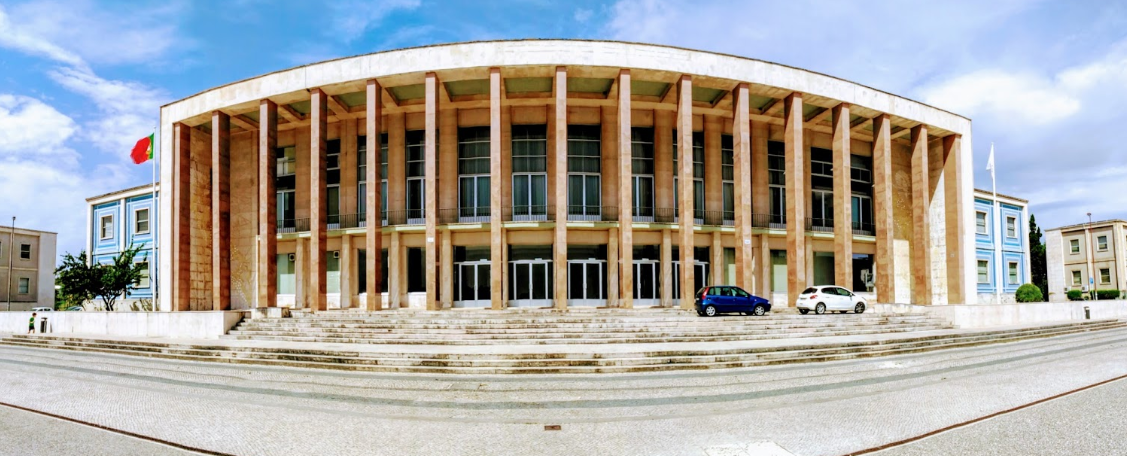
Rectorat
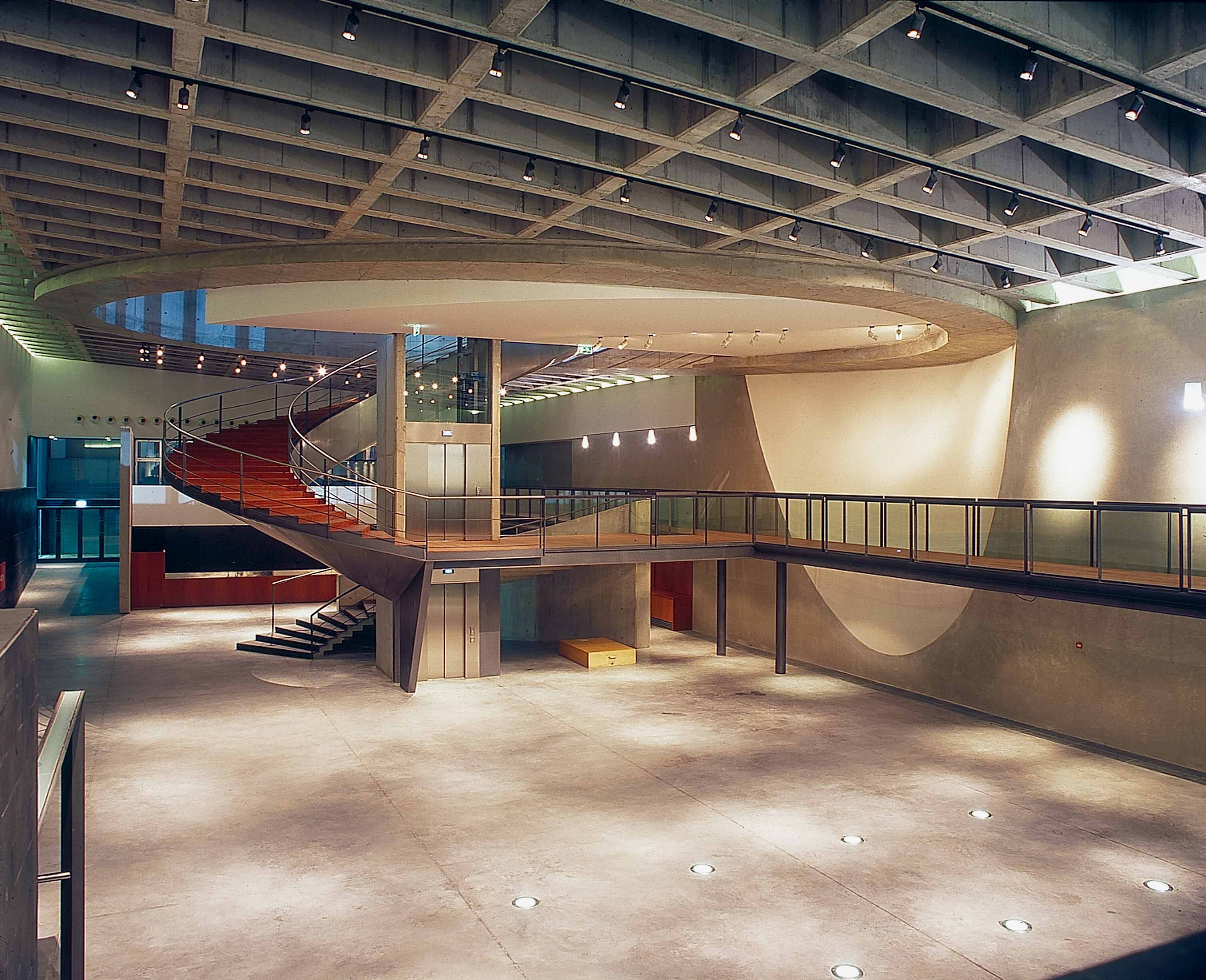
Faculté de médecine dentaire.
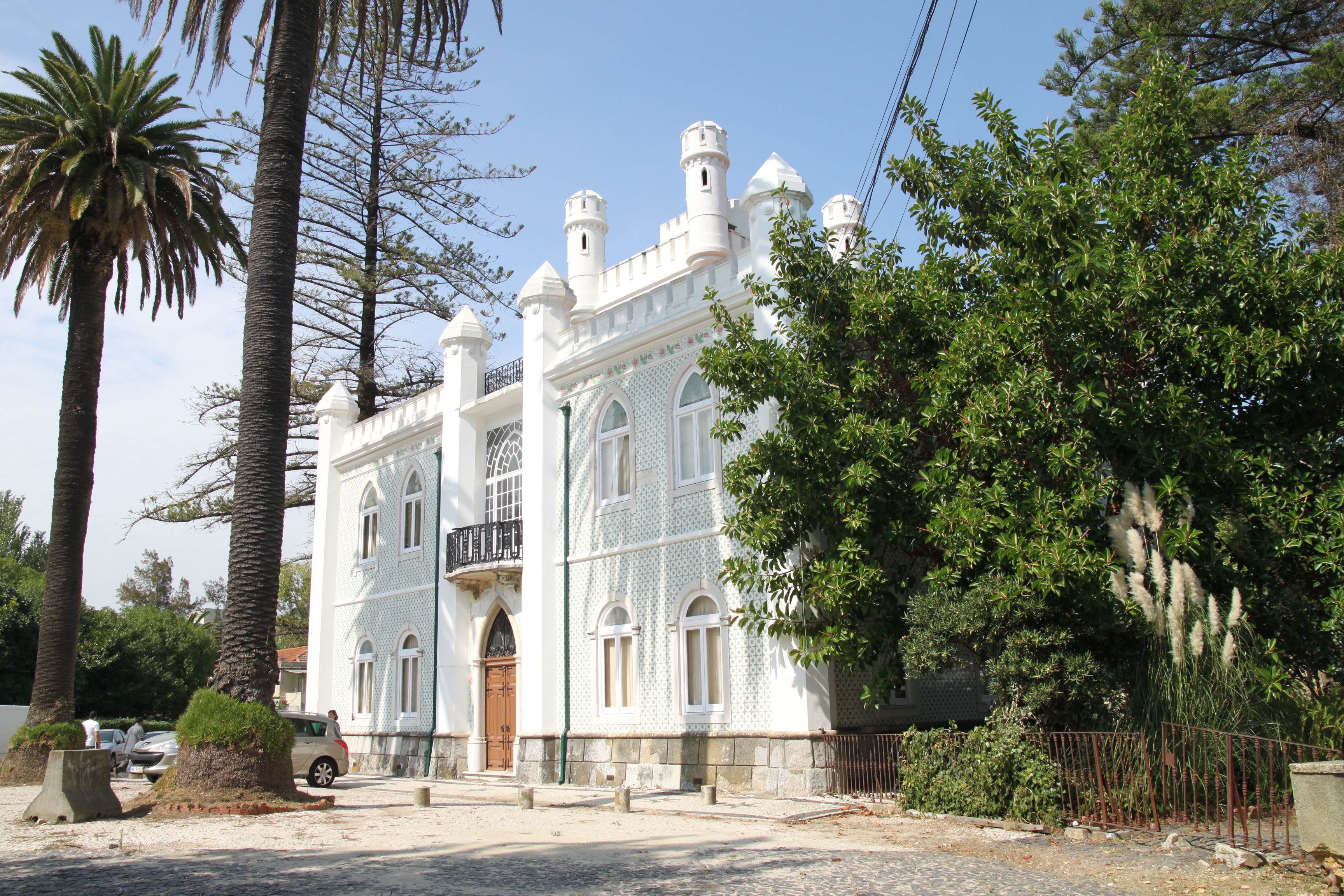
Faculté de pharmacie.
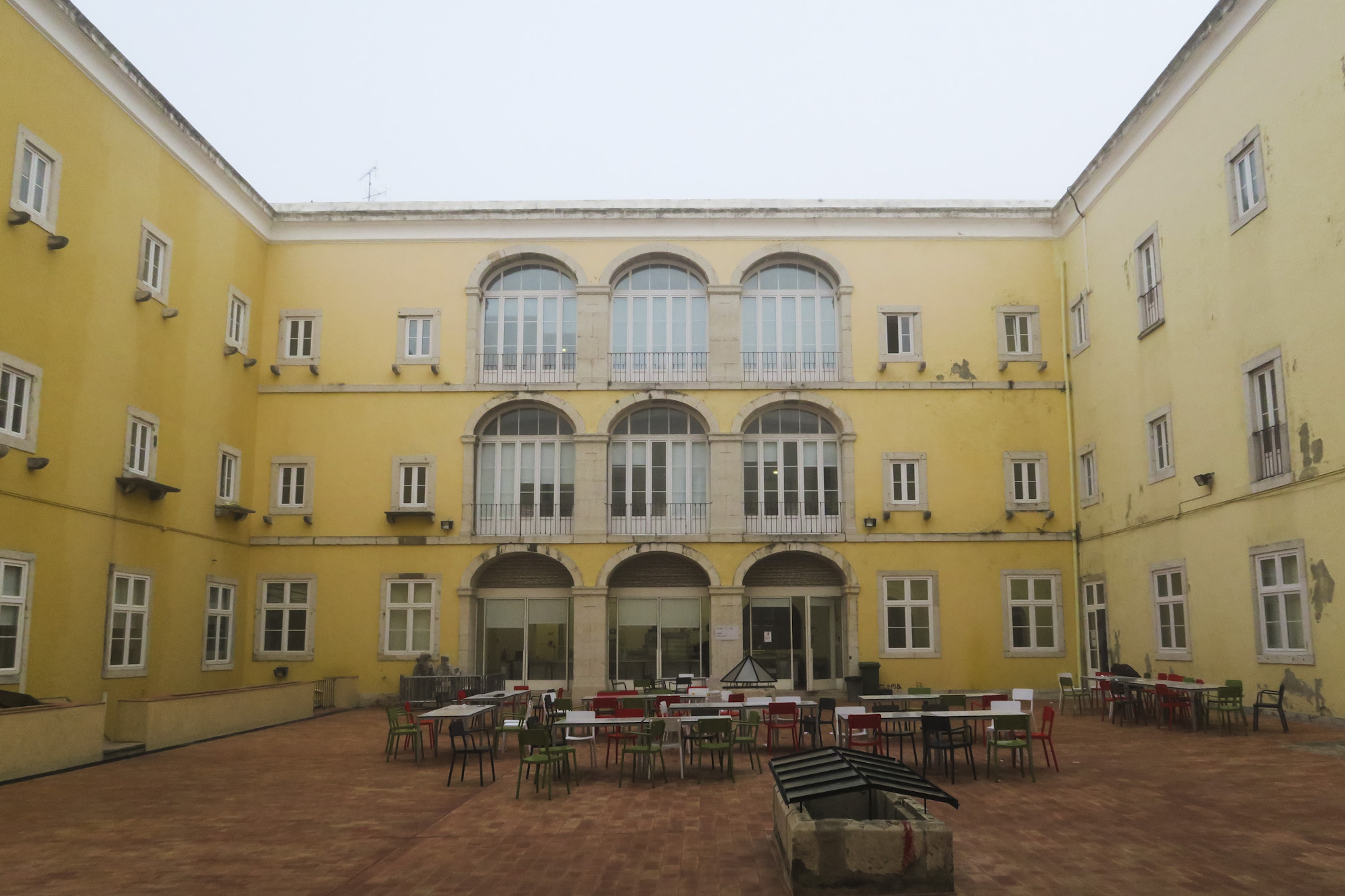
Faculté des Beaux-Arts.
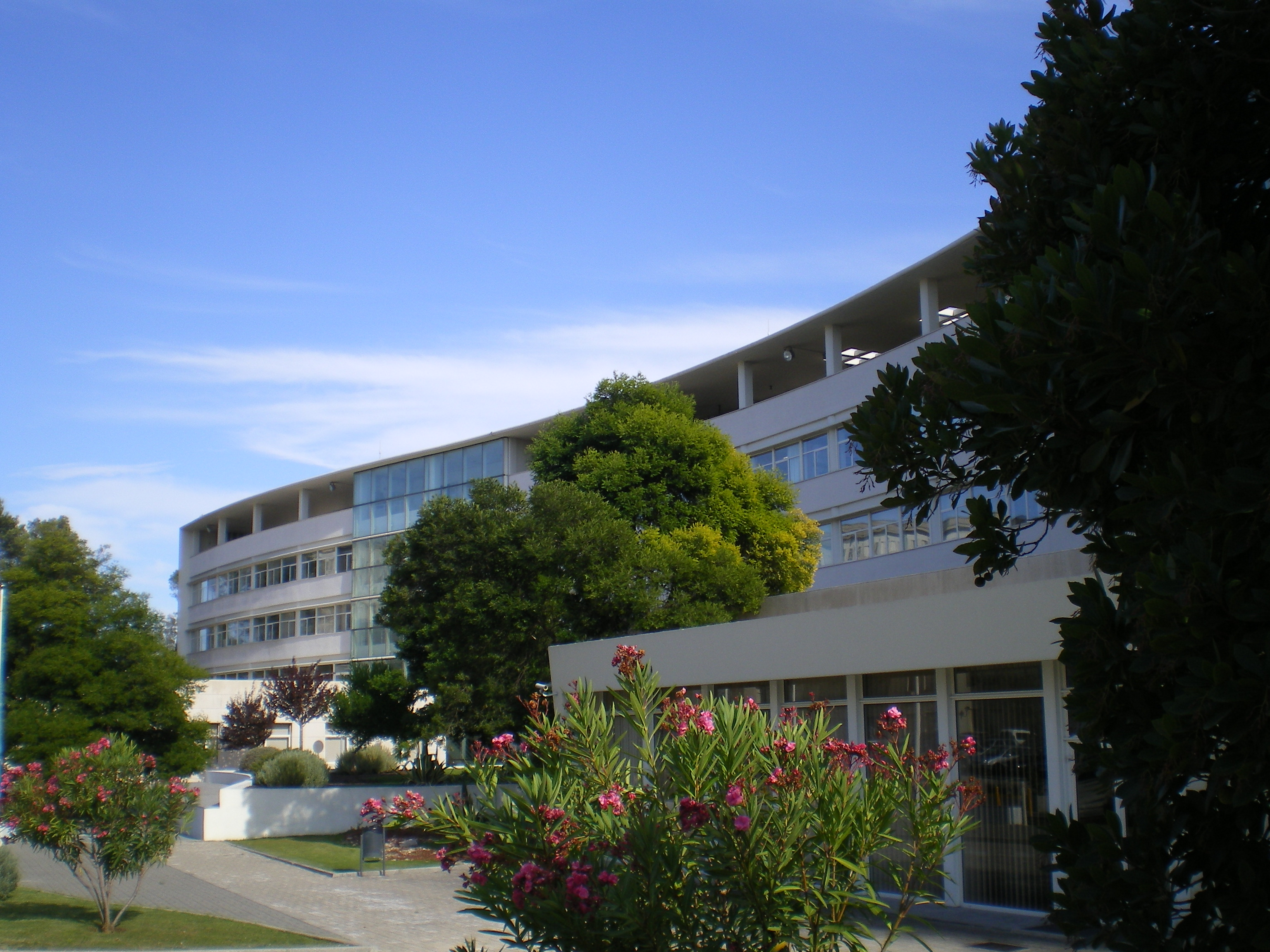
Centre d'études Egas Moniz.

## Services

### Bibliothèques
L'université comprend 35 bibliothèques et centres de documentation, totalisant 198 876 lecteurs inscrits et occupant une superficie d'environ 35 000 m2, géographiquement répartis dans toute la ville de Lisbonne. Elles offrent un total de 3 350 lieux de lecture et de consultation, ainsi qu'environ 500 postes informatisés, destinés à la communauté universitaire et aux citoyens.

### Musées
Les musées de l'université soutiennent la recherche et l'enseignement et ont une responsabilité nationale dans la conservation et l'étude des collections biologiques et géologiques et du patrimoine culturel historico-scientifique.
- Jardin botanique de Lisbonne[11]
- Observatoire astronomique de Lisbonne[12]
- Musée national d'Histoire Naturelle et des Sciences
- Musée Alfredo Bensaúde
- Musée Décio Tadeu
- Musée d'Ingénierie Civile
- Musée de Médecine

### Sport
Le stade universitaire de Lisbonne, avec des installations sportives situées sur le campus de la Cité Universitaire et sur le campus d'Ajuda, est le service de l'université qui promeut le sport, la santé et les loisirs.
L'université possède aussi deux centres de fitness, un terrain de golf, une piscine olympique et sept espaces dédiés aux jeux. 

### Associations étudiantes
Les associations étudiantes de l'université représentent les étudiants de chaque faculté et institut. Elles s'occupent de leur accueil, de leur intégration dans le milieu académique, des activités et événements éducatifs, culturels et sportifs et fournissent des services d'aide à la recherche d'emploi.

## Liste des recteurs
La liste suivante présente les recteurs de l'université classique de Lisbonne (1911-2013) et de l'université de Lisbonne (depuis 2013) :
- 1911-1913 : Augusto José da Cunha
- 1913-1916 : João Maria de Almeida Lima
- 1916-1928 : Pedro José da Cunha
- 1928-1928 : Augusto de Almeida Monjardino
- 1928-1929 : Francisco Xavier da Silva Teles
- 1929-1946 : José Caeiro da Mata
- 1946-1956 : José Gabriel Pinto Coelho
- 1956-1959 : Victor Hugo Duarte de Lemos
- 1959-1962 : Marcello José das Neves Alves Caetano
- 1962-1965 : Paulo Arsénio Veríssimo da Cunha
- 1965-1969 : José Sarmento de Vasconcelos e Castro
- 1969-1973 : Fernando Carvalho Barreira
- 1973-1974 : Joaquim Veríssimo Serrão
- 1974-1977 : Henrique João de Barahona Fernandes
- 1977-1979 : Ilídio Melo Peres do Amaral
- 1979-1982 : Raúl Miguel de Oliveira Rosado Fernandes
- 1983-1986 : José Manuel Toscano Rico
- 1986-1998 : Virgílio Alberto Meira Soares
- 1998-2006 : José Adriano Rodrigues Barata-Moura
- 2006-2013 : António Sampaio da Nóvoa
- depuis 2013 : António da Cruz Serra[13]

## Personnalités liées à l'université
| - Prix Nobel - Egas Moniz - Poètes ou écrivains - Adília Lopes - Ana Hatherly - David Mourão-Ferreira - Fernanda Seno - Fernando Pessoa - Florbela Espanca - Herberto Hélder - José Rodrigues Miguéis - Lídia Jorge - Maria Graciete Besse - Maria Judite de Carvalho - Pepetela - Sophia de Mello Breyner - Urbano Tavares Rodrigues - Vitorino Nemésio | - Chefs d'État - Agostinho Neto - Jorge Sampaio - Mário Soares - Pedro Pires - Teófilo Braga - Jorge Carlos Fonseca et son épouse Lígia Fonseca - Cavaco Silva - Marcelo Rebelo de Sousa - Premiers ministres - Afonso Costa - Adelino da Palma Carlos - Francisco Pinto Balsemão - Marcelo Caetano - Diogo Freitas do Amaral - António Costa | - Ministres - José Luís de Jesus - Entrepreneurs - António de Sommer Champalimaud - Alexandre Soares dos Santos - Dirigeants d'organisation internationales - José Manuel Durão Barroso - Vítor Constâncio - António Guterres - Mário Centeno - Autres - Lilica Boal (1934-), historienne, philosophe, éducatrice et militante antifasciste au Cap-Vert. - Armanda Duarte (1961-), artiste contemporaine - Elina Guimarães (1904-1991), écrivaine et militante féministe - Maria Antónia Palla (1933- ), journaliste et féministe |

## Rankings
Selon le classement 2021 de Shanghai, l'université de Lisbonne se classe première au Portugal et dans la catégorie 151-200 dans le monde. A l'international, l'université est aussi classée 6e dans le domaine de l'ingénierie maritime, 44e en océanographie et 76-100e en géographie, tandis que dans les disciplines de l'ingénierie civile, de la médecine vétérinaire, des mathématiques et de la physique, elle se classe respectivement 51-75, 76-100, 151-200 et 151-200.
Dans le classement QS World University Rankings 2020, elle se classe à la 338e position dans le monde. D'après ce même classement, elle se classe 131e en termes d'employabilité en 2018.
L'institut supérieur d'économie et gestion (ISEG) de l'université possède les accréditations AACSB et AMBA. Son master en finance est classé 31e en Europe d'après le classement 2020 du Financial Times et est aussi affilié au programme universitaire du CFA.